# フェイ・グラント
フェイ・グラント（Faye Grant、1957年7月16日 - ）は、アメリカ合衆国の女優。

## 出演作品
- 2日間で上手に彼女にナル方法
- マイ・スイート・メモリーズ
- 赤い殺意（ベス・フレイン役）
- ニコルに夢中
- ベティ・ルーは犯罪者?
- オーメン4（カレン・ヨーク役）
- 背徳の囁き（ペニー・ストレッチ役）
- 乙女座殺人事件（アリソン・ホーキンス役）
- V2/ビジターの逆襲(1)解放記念日（ジュリー・パリッシュ役）
- V2/ビジターの逆襲(2)大艦隊/突破（ジュリー・パリッシュ役）
- V2/ビジターの逆襲(3)策略/敵意（ジュリー・パリッシュ役）
- V2/ビジターの逆襲(4)バリア/ビジター・サミット（ジュリー・パリッシュ役）
- V2/ビジターの逆襲(5)地下資源/2人のエリザベス（ジュリー・パリッシュ役）
- V2/ビジターの逆襲(6)暗殺指令/処刑（ジュリー・パリッシュ役）
- V2/ビジターの逆襲(7)スパイ/死の婚礼（ジュリー・パリッシュ役）
- V2/ビジターの逆襲(8)新たな指導者/裏切り者（ジュリー・パリッシュ役）
- V2/ビジターの逆襲(9)対決/ウォー・ゲーム（ジュリー・パリッシュ役）
- V2/ビジターの逆襲(10)偽装/旅立ち（ジュリー・パリッシュ役）
- V Part Ⅰ -来訪者（ビジター）（ジュリー・パリッシュ役）
- V Part Ⅱ -抵抗（レジスタンス）（ジュリー・パリッシュ役）
- V Part Ⅲ -潜入（スニーク・イン）（ジュリー・パリッシュ役）
- V Part Ⅳ -脱出（エスケープ）（ジュリー・パリッシュ役）
- V Part Ⅴ -決戦（ファイナル・バトル）（ジュリー・パリッシュ役）
- アメリカン・ヒーロー（ロンダ・ブレーク役）
- 探偵ハード&マック
- ハイスクール・ドタバタ修学旅行